# Andréi Zenkov
Andréi Anatólievich Zenkov –en ruso, Андрей Анатольевич Зенков– (Apatity, 10 de noviembre de 1961) es un deportista soviético que compitió en biatlón. Ganó una medalla de oro en el Campeonato Mundial de Biatlón de 1985, en la prueba de relevos.

## Palmarés internacional
| Campeonato Mundial | Campeonato Mundial | Campeonato Mundial | Campeonato Mundial |
| Año                | Lugar              | Medalla            | Prueba             |
| ------------------ | ------------------ | ------------------ | ------------------ |
| 1985               | Ruhpolding (RFA)   | Medalla de oro     | Relevos            |